# Archeops

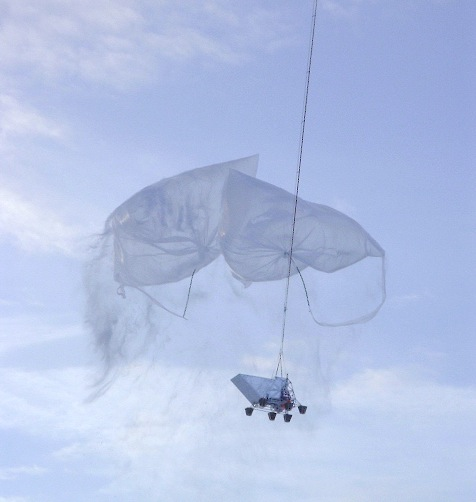
Archeops

Archeops era un esperimento da pallone dedicato alla misura delle anisotropie di temperatura della Radiazione cosmica di fondo (CMB). Lo studio di questa radiazione è essenziale per ottenere precise informazioni sull'evoluzione dell'universo: la sua densità, la costante di Hubble, l'età dell'universo, ecc. Per raggiungere questo obiettivo, le misurazioni sono state eseguite con strumentazione a temperatura di 100 mK posta nel fuoco di un telescopio. Per escludere i disturbi dovuti all'atmosfera l'intero apparato è stato posto in una struttura sottostante un pallone ad elio che ha raggiunto un'altitudine di 40 km.
Archeops ha operato alle frequenze di 143, 217, 353 e 545 GHz con una risoluzione angolare di circa 15 arcmin allo scopo di poter coprire una larga finestra del cielo (30% circa), in modo da minimizzare la varianza cosmologica intrinseca.

## Strumentazione
La strumentazione è stata progettata sulla linea del futuro progetto HFI (High Frequency Instrument) del satellite Planck ma vincolata dall'uso del pallone aerostatico. Consiste in bolometri raffreddati alla temperatura di 100 mK accoppiati con antenne a temperature maggiori (0,1, 1,6 e 10 K) nel piano focale di un telescopio Gregoriano.
Il segnale della CMB è misurata dai ricevitori a 143 e 217 GHz mentre le emissioni del mezzo interstellare e dell'atmosfera sono monitorate con i ricevitori a 353 e 545 GHz.

## Risultati

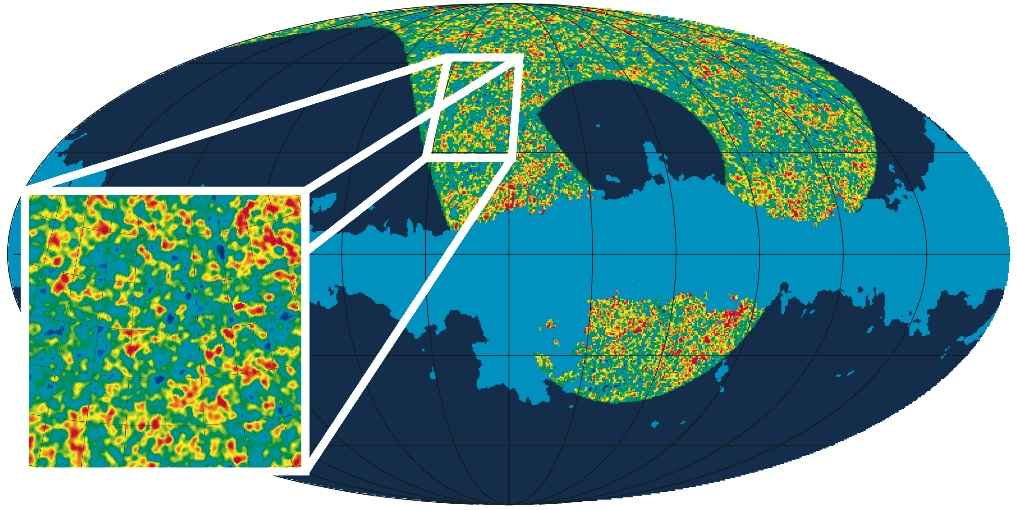
Mappa della CMB prodotta da Archeops

Archeops ha collegato, per la prima volta e prima di WMAP, la larga scala angolare (misurata precedentemente da COBE) alla regione del primo picco acustico.
Da questi risultati, attraverso il modello dell'inflazione, si è determinata una densità di energia ({\displaystyle \Omega _{tot}=1} entro il 3%) che implica che l'universo è sostanzialmente piatto.